# Hiroyuki Sakashita
Hiroyuki Sakashita (jap. 坂下 博之, Sakashita Hiroyuki; * 6. Mai 1959 in der Präfektur Kanagawa) ist ein ehemaliger japanischer Fußballspieler und -trainer.

## Nationalmannschaft
1980 debütierte Sakashita für die japanische Fußballnationalmannschaft.

## Errungene Titel
- Japan Soccer League: 1990/91